# احمد سویسی
احمد سویسی (انگلیسی: Ahmed Souissi؛ زادهٔ ۷ دسامبر ۱۹۶۰) بازیکن فوتبال اهل تونس بود.
وی همچنین در تیم ملی فوتبال تونس بازی کرده‌است.